# Eric Betzig
Robert Eric Betzig (født 13. januar 1960 i Ann Arbor) er en amerikansk fysiker, der arbejder på Janelia Farm Research Campus i Ashburn, Virginia. Sammen med Stefan Hell og William E. Moerner modtog han Nobelprisen i kemi for deres arbejde med "udviklingen af fluorescensmikroskopi med høj opløsning".